# Sigalit Landau

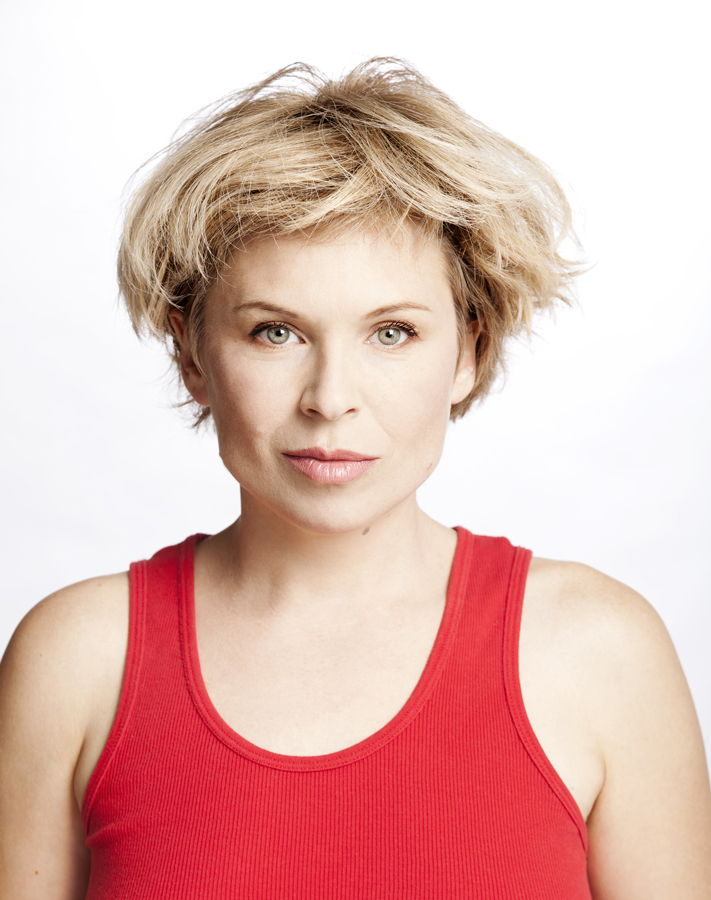
Portret Sigalit Landau.

Sigalit Landau (ur. 1969 w Jerozolimie) – izraelska artystka zajmująca się sztuką multimedialną, performance, rzeźbą, grafiką, wideo, instalacją, ready-made.

## Kariera
W 1993 roku, będąc na 4 roku studiów w Bezazel Academy of Fine Arts w Jerozolimie, wyjechała w ramach wymiany studenckiej na jeden semestr do Cooper Union School of Art and Design w Nowym Jorku. W 1994 roku ukończyła Bezazel Academy w Jerozolimie.
W swojej twórczości kwestionuje istnienie granicy między życiem a sztuką. Jej prace posiadają znaczenia symboliczne. Landau nawiązuje do kwestii społecznych, używając jako medium video performance ukazującego masochistyczne postawy. Bardzo często wykorzystuje w swoich pracach własne ciało, stawia tym samym pytanie o swoją tożsamość. Częstym miejscem akcji wielu jej filmów staje się Morze Martwe, które przez swoją wieloznaczność tworzy dodatkową symbolikę jej prac.
W 1997 roku uczestniczyła w Documenta’97 w Kassel. Reprezentowała pawilon narodowy Izraela na 47. Biennale w Wenecji.
Żyje i tworzy w Tel Awiwie. Jej prace znajdują się między innymi w zbiorach Centrum Pompidou, Israel Museum w Jerozolimie, Tel Aviv Museum of Art oraz w nowojorskim The Jewish Museum.

## Nagrody
- 2007 Dan Sandel and the sandel family foundation for sculpture award, Tel Aviv; Museum of Art
- 2004 The Beatrice S. Kolliner Award for a Young Israeli Artist, Israel Museum, Jerusalem; The Nathan Gottesdiener Foundation Israeli Art Award, Tel Aviv Museum of Art
- 2003 he America-Israel Cultural Foundation Jannette and George Jaffin scholarship; ‘IASPIS’– Stockholm, May-September Residence
- 2002 American Israeli Culture Foundation scholarship
- 2001 Young Artist Prize, Ministry of Science and Culture, Israel
- 2001 Acquisition Prize, Tel Aviv Museum of Art
- 1999 Winner of the ArtAngel/Times commissions 2000 competition, London
- 1998 Artist-in-residence at the Hoffmann Collection, Berlin
- 1996 The Ingeborg Bachman Scholarship, established by Anselm Kiefer, Wolf Foundation.
- 1994 Mary Fisher Prize, Bezalel Academy of Art and Design, Jerusalem
- 1994 American Israeli Culture Foundation scholarship
- 1993 Sculpture Prize awarded by the Jewish National Fund[1].